# أولاد سيدي حجاج (لعثامنة)
أولاد سيدي حجاج هو دُوَّار يقع بجماعة سيدي موسى بن علي، عمالة المحمدية، جهة الدار البيضاء سطات في المملكة المغربية. ينتمي الدوّار لمشيخة لعثامنة التي تضم 4 دواوير. يقدر عدد سكانه بـ 725 نسمة حسب الإحصاء الرسمي للسكان والسكنى لسنة 2004.

## روابط خارجية
- البوابة الوطنية للجماعات الترابية
- المندوبية السامية للتخطيط